# Rose Lavelle
Rosemary Kathleen Lavelle (født 14. maj 1995) er en kvindelig amerikansk fodboldspiller, der spiller som midtbane for Washington Spirit i National Women's Soccer League og USA's kvindefodboldlandshold, siden 2017.
Lavelle fik debut på det amerikanske A-landshold i 4. marts 2017, i en landskamp mod England ved SheBelieves Cup 2017.
Hun var med til at vinde VM 2019 i Frankrig, hvor hun undervejs scorede 3 mål. Hun scorede bl.a. i finalen mod Holland, i det 69. minut. Samme år blev hun nomineret til The Best FIFA Women's Player, hvor hun blev nummer seks.